# Кавадінешть (комуна)
Кавадінешть, Кавадінешті (рум. Cavadinești) — комуна у повіті Галац в Румунії. До складу комуни входять такі села (дані про населення за 2002 рік):
- Ведень (640 осіб)
- Генешть (1033 особи)
- Кавадінешть (1600 осіб)
- Коменешть (284 особи)

Комуна розташована на відстані 235 км на північний схід від Бухареста, 71 км на північ від Галаца, 125 км на південь від Ясс.

## Населення
За даними перепису населення 2002 року у комуні проживали 3557 осіб. Усі жителі комуни рідною мовою назвали румунську.
Національний склад населення комуни:
| Національність | Кількість осіб | Відсоток |
| -------------- | -------------- | -------- |
| румуни         | 3556           | > 99,9%  |

Склад населення комуни за віросповіданням:
| Релігія       | Кількість осіб | Відсоток |
| ------------- | -------------- | -------- |
| православні   | 3555           | 99,9%    |
| п'ятдесятники | 1              | < 0,1%   |
| адвентисти    | 1              | < 0,1%   |